# Sieghartskirchen
Sieghartskirchen je městys v Rakousku ve spolkové zemi Dolní Rakousy v okrese Tulln.

## Geografie

### Geografická poloha
Sieghartskirchen se nachází ve spolkové zemi Dolní Rakousy v regionu Mostviertel. Rozloha území městyse činí 61,68 km², z nichž 36 % je zalesněných.

### Části obce
Území městyse Sieghartskirchen se skládá z dvaceti pěti částí (v závorce uveden počet obyvatel k 1. 1. 2015):
| - Abstetten (197) - Dietersdorf (293) - Einsiedl (99) - Elsbach (574) - Flachberg (49) - Gerersdorf (75) - Gollarn (102) - Henzing (205) - Kogl (436) - Kracking (13) - Kreuth (156) - Kronstein (26) - Ollern (447) | - Öpping (72) - Penzing (44) - Plankenberg (311) - Ranzelsdorf (87) - Rappoltenkirchen (421) - Reichersberg (160) - Ried am Riederberg (357) - Riederberg (801) - Röhrenbach (169) - Sieghartskirchen (1 907) - Wagendorf (63) - Weinzierl (181) |

### Sousední obce
- na severu: Judenau-Baumgarten, Tulln an der Donau
- na východu: Tulbing
- na jihu: Tullnerbach, Pressbaum
- na západu: Asperhofen, Michelhausen

## Politika

### Obecní zastupitelstvo
Obecní zastupitelstvo se skládá z 33 členů. Od komunálních voleb v roce 2015 zastávají následující strany tyto mandáty:
- 18 ÖVP
- 8 SPÖ
- 4 FPÖ
- 2 GRÜNE
- 1 FBL

### Starosta
Nynější starostkou městyse Sieghartskirchen je Josefa Geiger ze strany ÖVP.

## Galerie

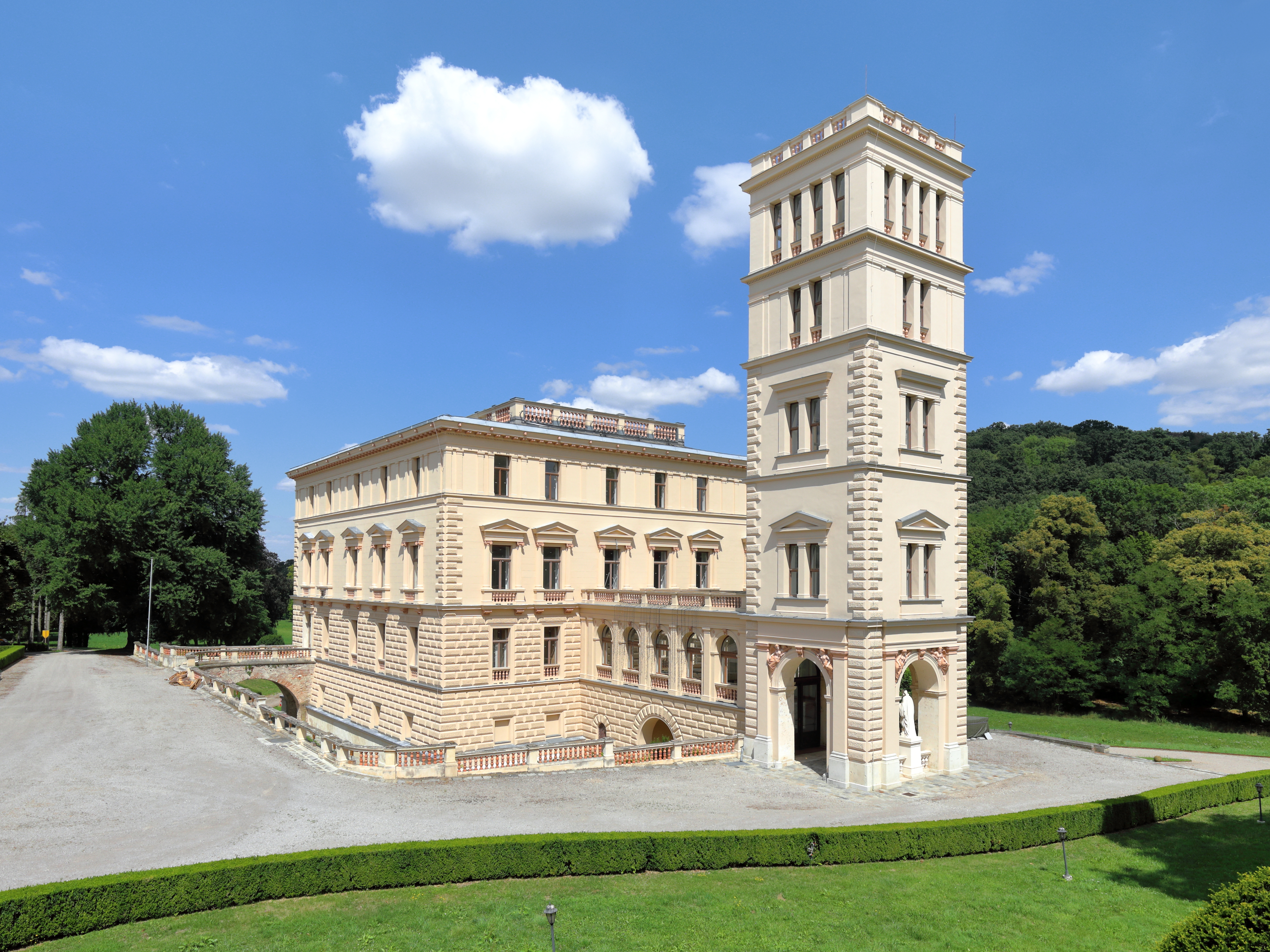
Zámek Rappoltenkirchen
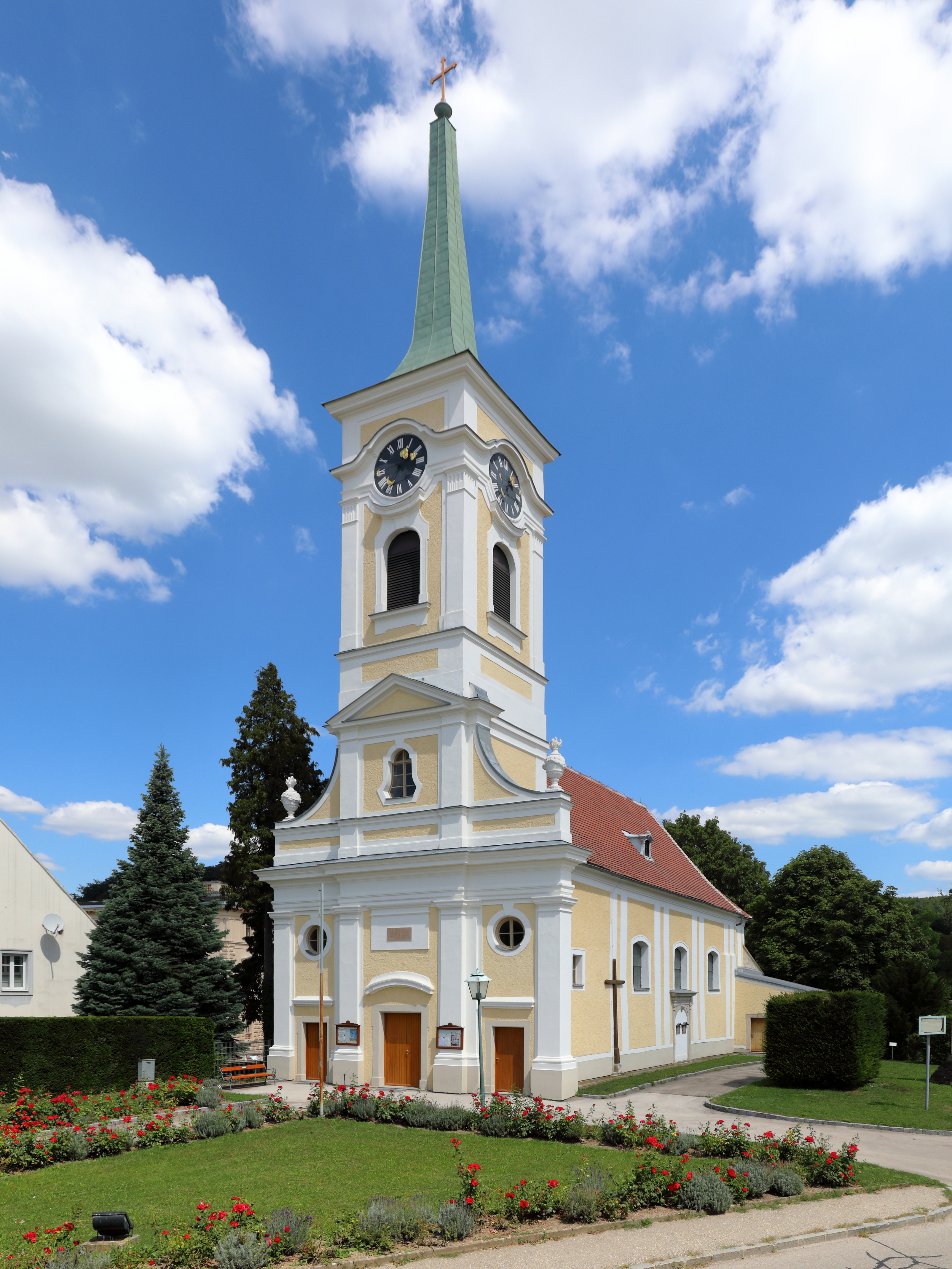
Farní kostel v Rappoltenkirchenu
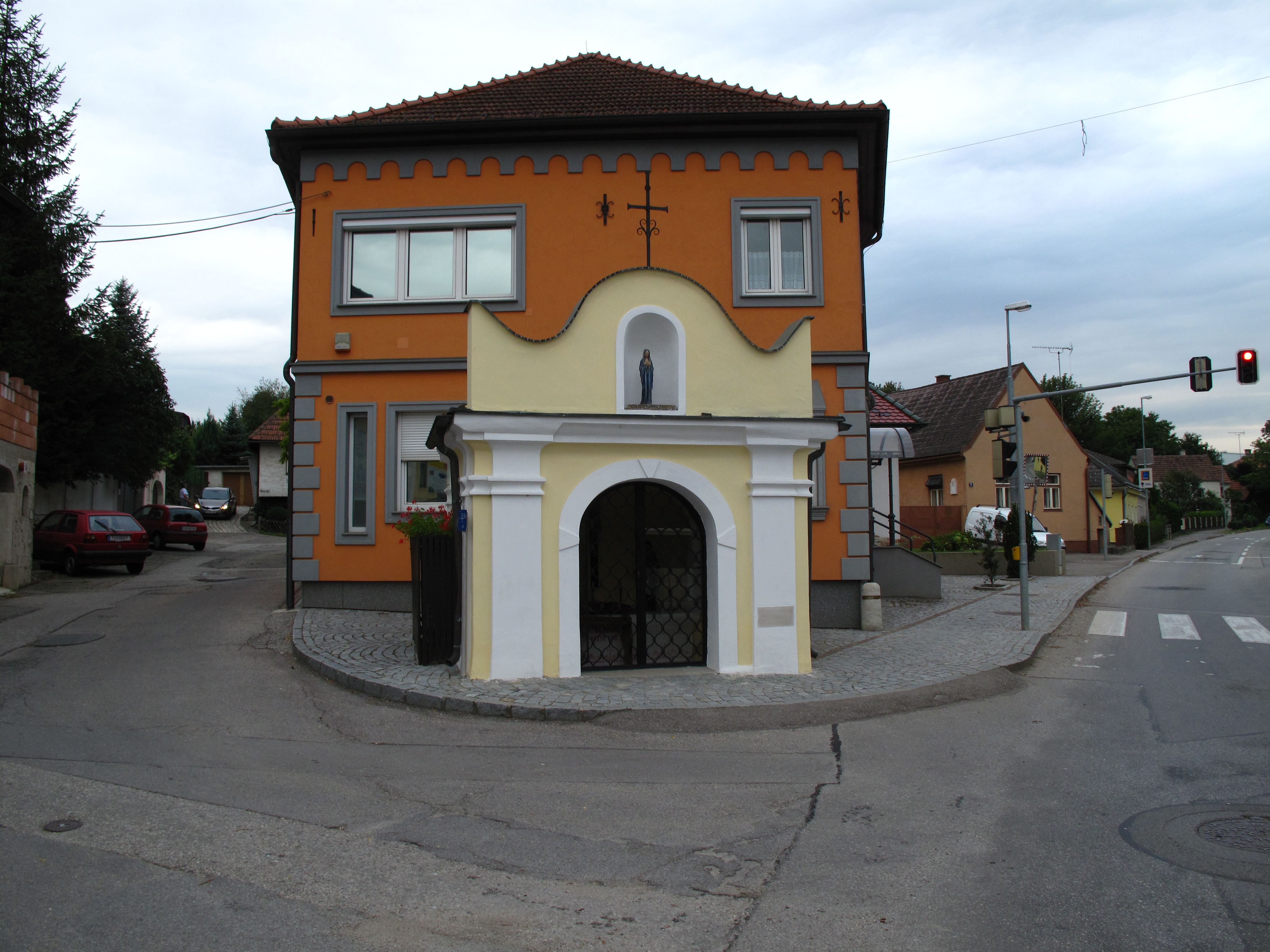
Kaple v Sieghartskirchenu
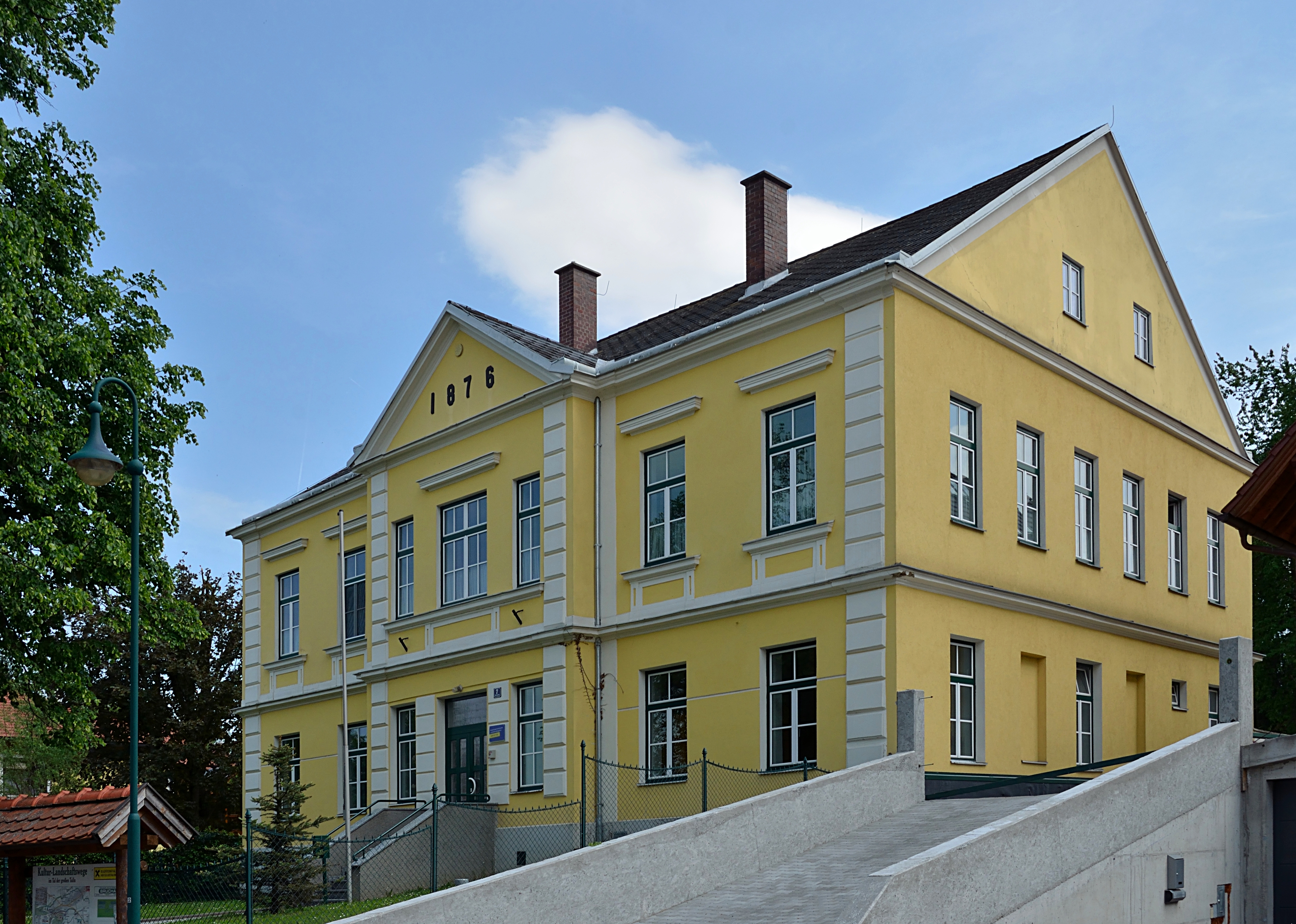
Škola v Abstettenu
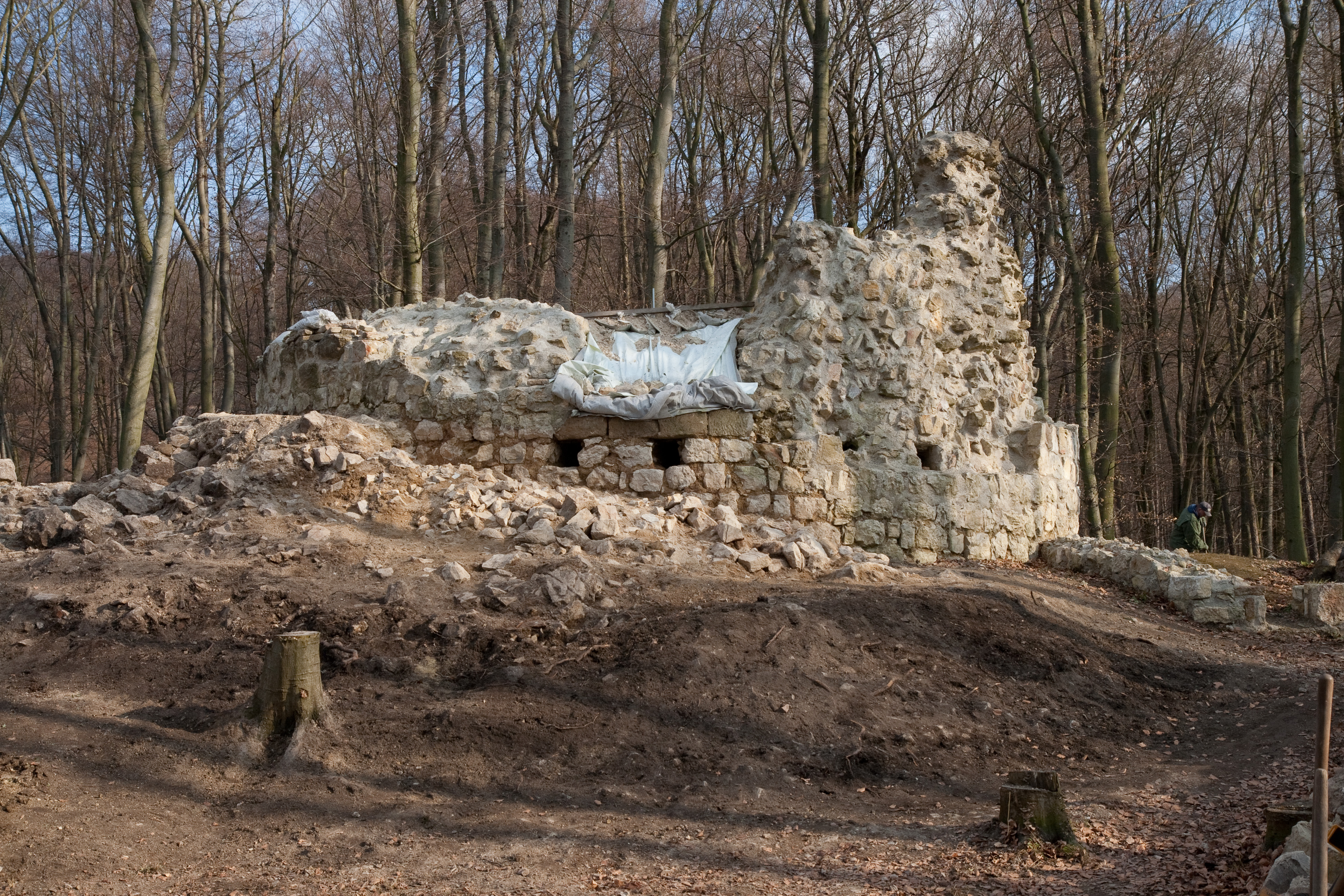
Zřícenina Ried